# Камышное (озеро, Шумихинский район)
Камы́шное — пресное озеро в Шумихинском районе Курганской области России. Относится к бассейну реки Миасс. Озеро находится в 138 км к запад-северо-западу от Кургана и в 60 км к юго-западу от Шадринска. К востоку лежит озеро Угловое, от которого Камышное отделено длинной и узкой полосой суши (урочище Междуозерье).
Форма озера овальная, вытянута с севера на юг. Острова отсутствуют. Береговая линия слабо изрезана. Зеркало озера расположено на высоте 146 метров над уровнем моря. Площадь водной поверхности — 14,8 км². Длина озера составляет около 6,1 км с юга на север, максимальная ширина в южной части — 2,8 км.
Значительных притоков не имеет. Зеркало озера активно зарастает камышом и осокой. Берега низкие, открытые, поросшие травой и кустарником. Северный и северо-восточный берег сильно заболочен (болото Зарослое). Ближайший населённый пункт находится на озере Угловом — деревня Антошкино. 